# Суворов, Анатолий Андреевич
Анато́лий Андре́евич Суво́ров (1890—1943) — русский советский художник, график, иллюстратор, мастер экслибриса. Участник Великой Отечественной войны.

## Биография
Родился в 1890 году. В 1914 году окончил московское Строгановское училище, ныне Московская художественно-промышленная академия имени С. Г. Строганова. Его педагогами были художники И. Н. Павлов и Н. И. Пискарев.
С 1913 года принимал участие в художественных выставках.
Погиб на фронте в 1943 году.

## Творчество
Работал в литографии, занимался книжной иллюстрацией, рисовал экслибрисы. Его кисти принадлежат иллюстрации к книгам:
- Н. Огнев. Яшка из кармашка: Сказочка. — М,: Госиздат, 1924 (цв. литографии)[1];
- Охременко В. И. Цыбала.- Ленинград : Молодая гвардия, 1928;
- Гумилевский Л. И. Чёрный яр.- Москва : Молодая гвардия, 1926.

Оформлял либретто опер и др.
Оформлял также книги:
- Детство Никиты / Алексей Толстой; монотипии А. Суворова.- Москва : ACADEMIA, 1934.- 89 c.
- Как день прожили / Лев Зилов; рис. А. Суворова.- Москва : Молодая гвардия, Б. Г. 1927.- 11 с.
- Мастера и детвора / Я. Мексин и С. Шервинский; автолитографии А. Суворова.- Москва : Гос. изд-во, 1925.- 33 с.
- На заставе / А. Барто; автолитографии А. Суворова.- Москва : Детиздат, 1937.- [16] с.
- Небо и земля / ; рисунки А. Суворова.- Москва : Детиздат, 1940.- 15 с.
- Цыбала / Вадим Охременко; худ. А. А. Суворов.- Ленинград : Молодая гвардия, 1928.- 55 с.

Анатолий Андреевич Суворов — мастер экслибриса. Его экслибрисы были выполнены в технике ксилографии. Известными работами в этой области являются книжные знаки, выполненные для В. И. Захарова, певицы и пианистки Елены Давыдовой, искусствоведа А. А. Сидорова. Его экслибрисы выполнены с чёткостью штриха, графическим мастерством, авторской компоновкой отдельных элементов рисунка, пониманием особенностей книжного знака, умелым отражением интересов заказчиков работ.

## Галерея

Суворов А. А. Оформление обложки
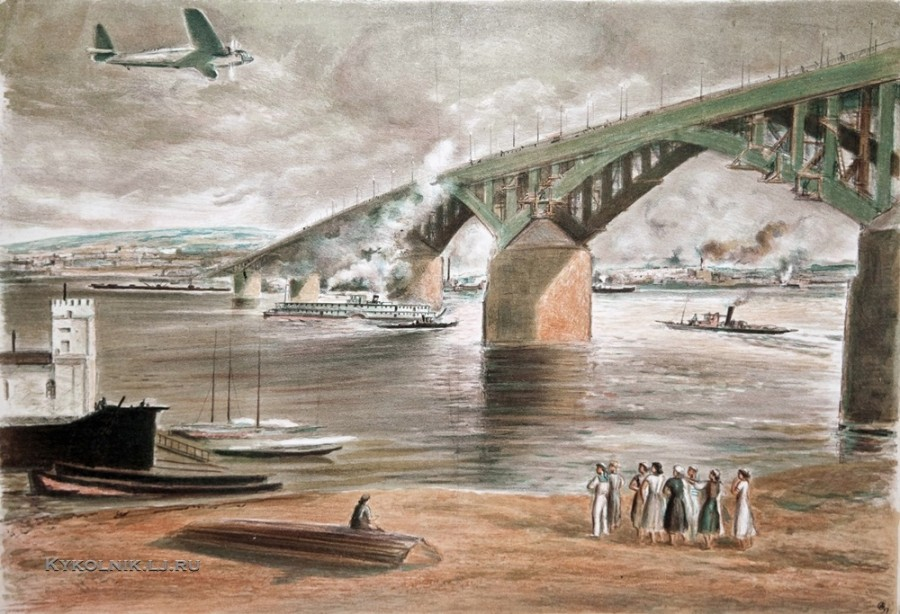
Мост в Горьком. 1937
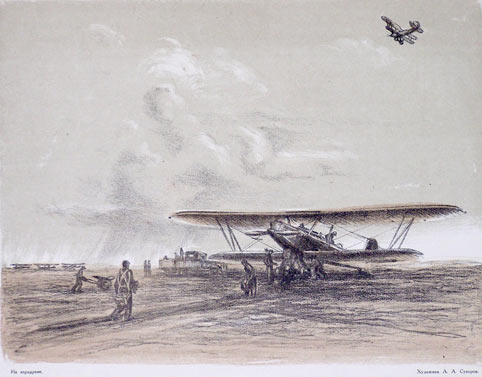
На аэродроме
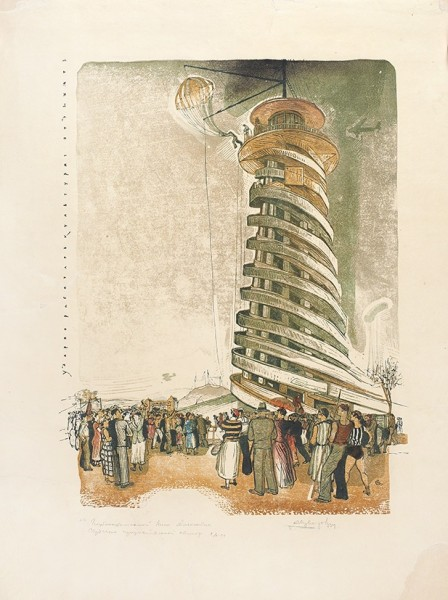
Ударно работать культурно отдыхать
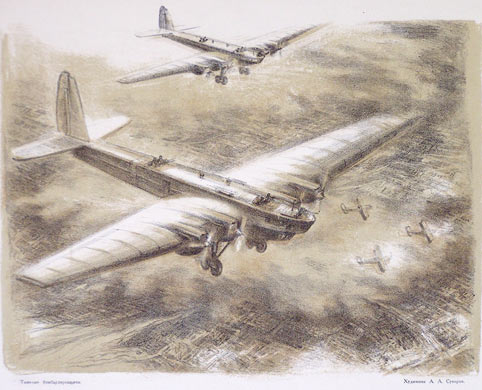
Тяжёлые бомбардировщики, 1930
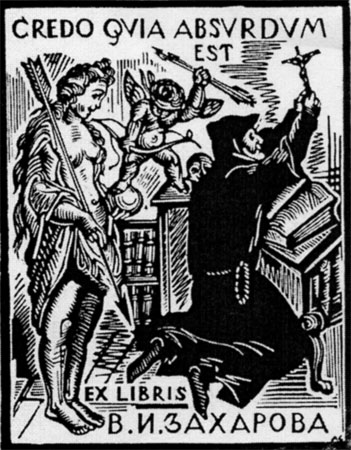
Экслибрис, 1925